# Співфокусні конічні перерізи

Співфокусні еліпси та гіперболи.

Співфокусні конічні перерізи — у геометрії конічні перерізи, що володіють одними й тими самими фокусами. Оскільки еліпси та гіперболи мають два фокуси, то існують софокусні еліпси та софокусні гіперболи, а також еліпс та гіперболи можуть бути софокусними один одному. У тому випадку, коли сімейство еліпсів софокусне сімейству гіпербол, кожен еліпс ортогонально перетинає кожну гіперболу. Параболи мають тільки один фокус, тому прийнято вважати софокусними ті параболи, які мають загальний фокус і одну і ту ж вісь симетрії. Отже, будь-яка точка поза осі симетрії лежить на двох софокусних параболах, що перетинають одна одну під прямим кутом.
Поняття софокусних конічних перерізів можна узагальнити на тривимірний простір.